# Albertinia (Zuid-Afrika)
Albertinia is een dorp met 6372 inwoners, in de Zuid-Afrikaanse provincie West-Kaap. Albertinia behoort tot de gemeente Hessequa dat onderdeel van het district Tuinroute is.

## Subplaatsen
Het nationaal instituut voor de statistiek, Stats SA, deelt sinds de census 2011 deze hoofdplaats in in 2 zogenaamde subplaatsen (sub place):
Albertinia SP • Theronville.

## Geboren
- Elana Meyer (10 oktober 1966), atlete